# Ealdwulf av East Anglia
Ealdwulf av East Anglia, död 713, var en engelsk monark. Han var kung av East Anglia 664–713. 